# 第1旅団 (オーストラリア)
第1旅団（だい1りょだん、英語: 1st Brigade）は、オーストラリア陸軍の旅団である。

## 解説
1903年にニューサウスウェールズ州を拠点とする民兵部隊として結成され、1914年にオーストラリア帝国軍の一部として再編成される。第一次世界大戦に従軍した旅団は、ガリポリや西部戦線で戦い、1919年半ばに解散した。1921年、第1旅団はニューサウスウェールズ州を拠点とするオーストラリアの非常勤軍として再起用。第二次世界大戦中、旅団は防衛任務に従事した後、解散した。1948年、オーストラリア正規軍に組み込まれる形で再起用された。
現在、旅団はダーウィンのロバートソン兵営と南オーストラリア州アデレード近郊のエディンバラ空軍基地に拠点を置いている。オーストラリア陸軍の旅団の中で、ベアシェバ計画の下で戦闘旅団として再編成された最初の旅団である。

## 沿革

### 創設
1903年に英連邦軍の民兵部隊として結成され、ニューサウスウェールズ州に設置され、オーストラリア歩兵連隊の第1、第2、第3、第4連隊の4個大隊から構成されていた。1912年、強制訓練制度が導入され、このとき旅団は第1軍区の一部として再編され、構成部隊はクイーンズランド州のタウンズビル、ケアンズ、チャーターズタワーズ、マッカイ、ロックハンプトン、マウントモーガン、バンダバーグ、メリーボロー、ジンピー、ブリスベンなど各地に分散していた。

### 第一次世界大戦
第1旅団は、オーストラリア帝国軍（AIF）の一員として海外に派遣されるため、1914年8月の第一次世界大戦開戦直後にニューサウスウェールズ州シドニーで再組織された。結成当初は第1、第2、第3、第4の4個歩兵大隊で構成されていたが、その後、第1オーストラリア機関銃中隊（1916年2月から1918年2月まで）と第1オーストラリア迫撃砲大隊（1916年4月から）が戦列に加わり、有機的な火力支援を受けていた。第1師団に配属された旅団の最初の指揮官は、ヘンリー・マクローリン大佐であった。
戦争中、第1旅団は1915年4月から12月にかけてガリポリでの戦闘に参加し、作戦終了後はエジプトに避難した。1916年半ば、旅団はヨーロッパに移動し、1916年から1918年にかけてフランスとベルギーの西部戦線で戦闘に参加し、1919年4月に解散した。旅団が戦った有名な戦いは以下の通り。：ローンパイン、ポジエール、ブルコート、パッシェンデール、ヘーゼブルック、アミアン、ヒンデンブルク線などです。第1旅団の5人の兵士が、戦争中の行動により、オーストラリア最高の軍事勲章であるヴィクトリア十字章を受章した。以下はその一例である：ジョン・ハミルトン、ジョージ・ハウエル、トーマス・ケニー、レナード・キーソー、アルフレッド・シャウト 。

### 戦間期と第二次世界大戦
1921年、オーストラリア軍の非常勤部隊は、AIFの数字表記と構造を永続させるために再編成された。その結果、第1旅団はニューサウスウェールズ州ニューカッスルを拠点とする市民軍の非常勤編成として再興され、第13、33、35、41大隊の4個歩兵大隊で構成された。
当初、旅団は強制訓練制度によって人員を確保し、その人数を維持することができたが、1922年、ワシントン海軍条約の締結に伴い、オーストラリアの安全保障上の懸念が低下した。その結果、陸軍の予算は半減し、義務教育制度の範囲も縮小され、各歩兵大隊の公認兵力は全階級でわずか409人にまで減少した。1929年、新たに選出されたスカリン労働党政権によって強制訓練制度は停止され、「民兵」という新しい名称のもと、自主的な制度に変更された。これは、世界恐慌の財政難と相まって、志願者が少なく、多くの部隊が合併や解散を余儀なくされたことを意味する。
その結果、第1旅団はわずか3個歩兵大隊に縮小された。1939年9月、第二次世界大戦が勃発すると、第1旅団は第13大隊、第33大隊、第41大隊で構成された。当初、戦争が始まると、国家の戦争準備態勢を強化するため、民兵を招集して継続的な訓練を行うことが決定されたが、1941年12月の日本の参戦に伴い、民兵は防衛任務に動員されることになった。1942年以降、一部の民兵部隊はニューギニアでの戦闘に投入されたが、第1旅団は戦争期間中オーストラリアに留まり、ニューサウスウェールズ州のパラマタ周辺に本部を置き、第1師団の一部を構成していた。その後、旅団はニューカッスル援護部隊の一部となり、さらに第10師団の一部となった。1942年、旅団はシドニーに移転し、1943年からは他の場所での作戦人員の必要性を満たすために縮小された。1944年9月、旅団はニューサウスウェールズ州シングルトンに移転し、3個歩兵大隊のうち2個大隊は解散させられた。他の部隊は移籍、合併、解散したため、敵対関係が終わるころには、41/22大隊という1つの大隊だけで構成されていた。1942年5月から1945年8月までは、フレデリック・バローズ准将が指揮をとっていた   。

### 第二次世界大戦後
1945年8月の敵対行為の終了後、既存の組織は1945年から1946年にかけて解体され、暫定軍が発足した。その一環として、日本での占領任務のために第34旅団が育成された。1948年、正規軍の改革とオーストラリア連隊（後のロイヤル・オーストラリア連隊）の創設に伴い、第34旅団はオーストラリアに帰還した後、第1旅団と改称された。朝鮮戦争では、旅団の個々の要素が朝鮮での戦闘のために切り離されましたが、その後、他の編成の指揮下に置かれることになった。
1960年、オーストラリア陸軍はペントロピック師団制を採用した。これにより、5個大隊師団が採用され、旧3個大隊の旅団編成が解体された。その結果、第1旅団は本部を含めて解散となった。しかし、1964年末には、同盟国の相互運用性に難があることもあり、ペントロープ設立の実験を終了することが決定された。翌年初頭、旅団編成が再確立されたが、旅団ではなく「任務部隊」と命名された        。
1965年、王立オーストラリア連隊第1大隊は、ベトナムで続く紛争へのオーストラリアのコミットメントの一環として、ベトナムに派遣された。1966年初頭、オーストラリア軍のベトナム駐留を1個歩兵大隊から2個歩兵大隊に増強することが発表された。この部隊を指揮するために、オーストラリア機動部隊を編成することが決定された。その直後、王立オーストラリア連隊第5大隊（5RAR）からなる第1任務部隊は、ニューサウスウェールズ州のゴスパーズ周辺で準備運動を行った。この演習が成功裏に終わると、第1任務部隊の司令部は第1オーストラリア任務部隊の創設に使われ、ベトナムに派遣され、オーストラリアの関与が終わるまでそこに留まることになった。1972年、タスクフォースはオーストラリアに戻り、ニューサウスウェールズのホルスワーシー、南オーストラリアのウッドサイド、ビクトリアのパッカプニルに部隊が置かれた 。
1982年、「旅団」の呼称が再採用された。ジョン・シェルドリック准将が当時の旅団の指揮を執り、その年の初めには陸軍の機械化試験の一環として、第1装甲連隊が第1旅団の指揮下に置かれた。機械化部隊としての第1旅団の新たな役割は1983年に確認され、これを受けて能力開発が行われた。このため、オーストラリア王立連隊第5/7大隊（5/7 RAR）は装甲兵員輸送車を再装備し、1983年7月に受領を開始した。1980年代には、旅団の他の歩兵大隊の1つである王立オーストラリア連隊第3大隊が、オーストラリア軍のパラシュート能力の開発に着手し、1983年後半にはパラシュート歩兵専門大隊となった。その後、第3旅団に編入された   。

### 近年
1992年、旅団は北部における防衛資産の移転に焦点を当てた部隊構造見直しの一環として、ダーウィンへの移転プロセスを開始した。2000年までに旅団は移転を完了し、ダーウィンのロバートソン兵営に本部を置くことになった。移転が完了する前に、旅団は第3旅団の東ティモールへの派遣を支援するために警告を受け、1999年10月、5/7 RARは派遣を開始した。2000年4月、彼らはオーストラリアに帰還した  。
陸軍の強化・ネットワーク化構想の一環として、2006年に5/7RARは2つの機械化大隊を編成するため、連結を解除された。5RARはダーウィンに残り、王立オーストラリア連隊第7大隊（7RAR）は第1戦闘サービス支援大隊の一部とともにアデレードに移動し、現在はエディンバラ空軍基地に拠点を置く。旅団は分割されたものの、アデレード・ダーウィン鉄道を利用して、重車両や機材を北上させることができる。現在の構成では、旅団は現在3つのバトルグループを運用することができ、1つは第1装甲連隊を中心とした装甲重編成、残りの2つは5RARと7RARを中心とした機械化歩兵編隊として運用されている 。
21世紀の最初の10年間は、東ティモール、イラク、アフガニスタンに派遣され、その部隊は、東ティモールに派遣されている。

### 計画的な再編成
2011年末、オーストラリア政府は「プラン・ベアシェバ」と呼ばれる再編計画の下、第1旅団、第3旅団、第7旅団を統合軍戦闘旅団として再編することを発表した。それぞれの旅団は、旅団本部、装甲騎兵連隊、標準歩兵大隊2個、砲兵連隊、戦闘工兵連隊、戦闘サービス支援大隊、戦闘信号連隊からなる同様の組織と能力を持つことになる。新計画では、2014年10月から11月にかけて第2騎兵連隊が第3旅団に移駐し、ACR体制に移行した  。

## 編制
2024年現在、第1旅団は以下の部隊で構成されている  。
- 第1旅団本部（ダーウィン ロバートソン兵営）
- 王立オーストラリア連隊第5/7大隊（ダーウィン ロバートソン兵営）
- オーストラリア王立砲兵第8/12連隊（ダーウィン ロバートソン兵営）
- 第1戦闘工兵連隊（ダーウィン ロバートソン兵営）
- 第1戦闘通信連隊（ダーウィン ロバートソン兵営）
- 第1戦闘サービス支援大隊（ダーウィン ロバートソン兵営）

2017年10月、第1装甲連隊はダーウィンのロバートソン兵営からエディンバラ空軍基地に移転し、2010年から2011年にかけて移転した7RARと合流した 。
2022年10月下旬、第1装甲連隊とオーストラリア王立連隊第7大隊が第9旅団に移管された。